# Фридрих (Анхалт-Харцгероде)
Вижте пояснителната страница за други личности с името Фридрих.
Фридрих фон Анхалт-Бернбург-Харцгероде (на немски: Friedrich von Anhalt-Bernburg-Harzgerode; * 16 ноември 1613 в Енсдорф, Горен Пфалц; † 30 юни 1670 в Пльотцкау) от династията Аскани е първият княз на Анхалт-Харцгероде (1635–1670).
Той е по-малък син на княз Кристиан I фон Анхалт-Бернбург (1568-1630) и съпругата му Анна фон Бентхайм-Текленбург (1579–1624), дъщеря на Арнолд III, граф на Бентхайм, Щайнфурт и Текленбург.
След обучението му започва Тридесетгодишната война и през 1634 г. князът отива на шведска служба. Той се бие като полковник на инфантерията в Бохемия. През 1637 г. напуска службата си.
На 5 декември 1635 г. той си разделя наследството на баща му с брат си Кристиан II. Неговите територии образуват княжеството Анхалт-Бернбург-Харцгероде. Разрушеното си от войната княжество той дава на по-опитния си брат и започва да пътува. През 1636 г. е генералмайор на служба при Вилхелм V фон Хесен-Касел. През 1641 г. по настояване на брат му и други князе той се връща в своето княжество. През 1642 г. той се жени за Йохана Елизабет фон Насау-Хадамар, която умира през 1647 г. и той тръгва отново на път. През 1650 г. е в Италия. На 26 май 1657 г. той се жени втори път за Анна Катарина цур Липе-Детмолд, дъщеря на Симон VII.
Той е член на литературното общество Fruchtbringende Gesellschaft.

## Фамилия
Той се жени за пръв път през 1642 г. в Бюкебург за графиня Йохана Елизабет фон Насау-Хадамар (1619 – 1647), дъщеря на граф и князЙохан Лудвиг фон Насау-Хадамар и графиня Урсула фон Липе-Детмолд. Двамата имат децата:
- Вилхелм (1643 – 1709), княз на Анхалт-Харцгероде

∞ 1. 1671 графиня Елизабет Албертина фон Солмс-Лаубах (1631 – 1693)
∞ 2. 1695 принцеса София Августа фон Насау-Диленбург (1666 – 1733)
- Анна Урсула (1645 – 1647)
- Елизабет Шарлота (1647 – 1723)

∞ 1. 1663 княз Вилхелм Лудвиг фон Анхалт-Кьотен (1638 – 1665)
∞ 2. 1666 херцог Август фон Шлезвиг-Холщайн-Норбург-Пльон (1635 – 1699)
Втори път той се жени през 1657 г. в Харцгероде за графиня Анна Катарина цур Липе-Детмолд (1612 – 1659), дъщеря на Симон VII цур Липе-Детмолд и графиня Анна Катарина фон Насау-Висбаден. Бракът е бездетен.